# Comostolopsis apicata
Comostolopsis apicata là một loài bướm đêm trong họ Geometridae.